# Ягур
Ягу́р (ивр. יגור‎) — кибуц на севере Израиля. Кибуц расположен у подножия горы Кармель, в 11 километрах к юго-востоку от Хайфы, рядом с городом Нешер и магистралью Хайфа-Нацерет, на другой стороне которой, напротив кибуца, находится мошав Кфар-Хасидим, местный совет Рехасим и молодёжная деревня Кфар-ха-Ноар-ха-Дати.
Над кибуцем на Кармеле расположена друзская деревня Исфия. Основан в 1922 году. Входит в состав регионального совета Звулун. В 2020 году на территории кибуца жило 1 617 человек, это самый большой по численности кибуц Израиля.
Расстояние до Иерусалима 107 км, до Тель-Авива 78 км, до Хайфы 11 км, до Беэр-Шевы 167 км.

## История
Ягур был основан в 1922 году энтузиастами из второй и третьей алии, членами организации Гдуд ха-авода, поселенческой группой под названием Ахва (Братство) . Его название было взято от соседней арабской деревни Яджур, земли которой были приобретены еврейской общиной у ливанских землевладельцев.
В первые годы после основания кибуца его участники осушали болота реки Кишон.
11 апреля 1931 года трое жителей кибуца были убиты членами арабской террористической организации «Чёрная рука». В 1936 году в период Британского мандата в кибуце поселился будущий создатель пистолета-пулемёта Узи — Узиэль Галь, в те времена кибуц был важным центром Хаганы и давал приют нелегальным беженцам. В 1938 году в кибуце, в семье писателя Хаима Тахарлева, родился будущий израильский поэт, автор стихов песен и юмористических текстов Йорам Тахарлев.
29 июня 1946 года во время операции «Агата» (Чёрная суббота) британская армия в тайном складе кибуца обнаружила и конфисковала
более 300 винтовок, около  100 двухдюймовых миномётов, более 400,000 патронов, приблизительно 5,000 гранат и 78 револьверов. Оружие было продемонстрировано  на пресс-конференции.  Все мужчины кибуца  Ягур были арестованы.[3]

## Население
По данным Центрального статистического бюро Израиля, население на начало 2020 года составляло 1 617 человек.

## Экономика
Экономика кибуца базируется как  на сельском хозяйстве, так  и  на промышленном производстве. Кибуц выращивает хлопок, фрукты и декоративные растения, занимается животноводством и птицеводством. Есть своя ферма попугаев. Кибуцный завод «Лагин» выпускает металлическую тару для продуктов питания, масел, порошков и красок, а завод «Тубопласт Лагин» — тюбики для косметики, литье под давлением (пробки и др.) и выполняет тиснение на коробках.
Парк развлечений «Балаган» и дискотека «Ультрасаунд» также приносят доход  кибуцу. В концертном зале проходят выступления, на которые приезжают зрители из Хайфы и близлежащих окрестностей.
В кибуце расположены офисы многих компаний. Действует школа верховой езды.
В кибуце действует 5-месячная программа обучения и работы для молодёжи (18-30 лет), участники которой изучают разговорный иврит и работают в кибуце.

## Культура
В бывшем тайном  складе оружия, конфискованного британцами в 1946 году во время операции Агата (Чёрная суббота),  находится   музей.
Когда-то через кибуц проходил поезд по железной дороге, построенной Османской империей, а Ягур был второй пассажирской станцией Хиджазской железной дороги, считая от главной (восточной) станции в Хайфе, поэтому в кибуце был создан небольшой железнодорожный музей.
В кибуце находится галерея скульптур, созданных местными скульпторами.

## Транспорт
Кибуц связан со многими городами автобусным сообщением. С октября 2022 года в кибуц проложен  маршрут метронита номер 5.

## Туризм
Из кибуца берут начало   туристические тропы на гору Кармель.